# 국유림 특별회계
국유림 특별회계(國有林特別會計, special accounts for national forest)는 국유림사업을 기업적으로 경영하고, 건전한 발전을 도모하기 위해 경영기초가 되는 회계를 일반회계로부터 독립시켜 국유림에서 나온 수익을 일반회계에 전입시키지 않고 국유림에 다시 투자할 수 있도록 한 회계제도이다.